# Азино (Удмуртия)
А́зино (удм. Азино) — село в Завьяловском районе Удмуртии, входит в Кияикское сельское поселение. Расположено в лесах недалеко от реки Шурвайка, в 33 км к северо-западу от центра Ижевска. Через село проходит железная дорога Люкшудья — Кильмезь, на которой находится пассажирская станция Азино.
Название село получило от станции, которая была названа в честь В. М. Азина.
В мае 2012 года 15-кратный чемпион мира по международным шашкам Алексей Чижов посетил исправительную колонию № 7 в поселке Азино, где провел с осужденными сеанс одновременной игры.

## История
Азино возникло вокруг одноимённой станции в первой половине XX века. До 1964 года входило в Большекияикский сельсовет с центром в Большом Кияике. В 1964 году входит в Люкский сельсовет. При образовании Кияикского сельсовета, включается в его состав.
В 2004 году постановлением Госсовета Удмуртской республики, станция и поселок Азино преобразованы в село Азино.

## Экономика и социальная сфера
В селе располагается  ФКУ «ИК № 7 УФСИН России по Удмуртской Республике» особого режима..
В Азино работают МБОУ «Азинская основная общеобразовательная школа», детский сад, фельдшерско-акушерский пункт, клуб.

## Улицы
- Железнодорожная улица
- Лесная улица
- Прудовая улица
- Пыхтеева улица
- Центральная улица
- Черемушки улица
- Школьная улица
- Штабная улица
- Юбилейная улица